# Крекінг-установки в Плакуемін (Dow)
Крекінг-установки в Плакуемін (Dow) — виробництво нафтохімічної промисловості в Луїзіані, яке належить хімічному концерну Dow Chemicals.
У 1972-му та 1980-му в Плакуемін (за два десятки кілометрів на південь від Батон-Руж) з метою виробництва олефінів (передусім — етилену) компанія Dow запустила дві установки парового крекінгу (піролізу) вуглеводневої сировини . Станом на середину 1990-х більш рання з них LA-2 використовувала сировинну суміш з рівними пропорціями етану і пропану, тоді як LA-3 споживала так само рівні частки, проте більш широкого спектра вуглеводнів — по 25 % етану, пропану, бутану та газового бензину. За два десятиліття це співвідношення змінилось — 72/25 етан/пропан для LA-2 і переважно пропан — 70 % — для LA-3 (а також 10 % бутану і 20 % газового бензину). Сукупна потужність установок по етилену за цей же період зросла  з 1,1 млн тонн на рік до 1,26 млн тонн.
Тим часом внаслідок «сланцевої революції» у регіоні Мексиканської затоки з'являвся все більший вільний ресурс етану, що відбивалось у процесах модернізації нафтохімічних виробництв. В 2017-му LA-3 надали можливість використовувати 80 % етану, при цьому потужність по етилену зросла ще на 250 тисяч тонн на рік.